# Road to Rhode Island
«Road to Rhode Island» (рус. «Дорога на Род-Айленд») — тринадцатая серия второго сезона мультсериала «Гриффины». Премьерный показ состоялся 30 мая 2000 года на канале FOX. В России премьерный показ состоялся 8 июля 2002 года на канале Рен-ТВ. Первый эпизод из цикла «Road to…».

## Сюжет
Брайан на приёме у психиатра вспоминает, что он был рождён в собачьем питомнике (англ. puppy mill), и обстоятельства, при которых он расстался с матерью.
Чтобы прервать запой, Брайан вызывается забрать Стьюи от дедушки и бабушки из Палм-Спрингс, штата Калифорния.
В баре аэропорта Брайан сильно напивается, а Стьюи теряет билеты, поэтому они находят пристанище в дешёвом мотеле. Стьюи пытается дозвониться домой, но он неправильно запомнил номер своего телефона.
Посреди ночи Стьюи просыпается, потому что в соседнем номере проходит бандитская сходка (gang meeting). Раздражённый Стьюи кричит «На нём жучок!», из-за чего начинается перестрелка, а Стьюи спокойно засыпает. На следующий день друзьям приходится бежать, угоняя машину, так как их кредитная карточка заблокирована. Стьюи и Брайан притворяются пилотами, чтобы украсть у фермера самолёт, который они сразу же ломают. Добираясь до Куахога автостопом, товарищи проезжают мимо того самого питомника, где родился Брайан, в Остине, штат Техас. Зайдя в гости, они обнаруживают, что из матери Брайана сделали чучело и используют её как стол. С помощью Стьюи Брайан хоронит труп своей матери в ближайшем парке.
В конце концов, они отправляются домой на попутном поезде. Брайан благодарит Стьюи за его поддержку во время путешествия, и, поддавшись моменту, они исполняют музыкальным дуэтом песню «Off On the Road to Rhode Island».
Тем временем Лоис убеждает Питера просмотреть с ней видеокассету с семейным консультантом, которая оказывается порнографией с участием доктора Аманды Ребекки, где она просит женщин выйти из комнаты, а потом раздевается. К удивлению Лоис, Питер втягивается в просмотр этих фильмов и тогда она записывает себя в чёрном нижнем белье поверх третьей кассеты, чтобы соблазнить Питера. Но во время поцелуя Питер отматывает плёнку назад и назад, проигрывая сцену раздевания жены.
По возвращении домой Брайан благодарит Стьюи за то, что он не рассказал Лоис об их приключениях, предлагая в благодарность любую услугу. Малыш напоминает ему эпизод из «Семейки Брэди», где Грэг становится слугой Бобби, но в итоге лишь просит Брайана записать этот эпизод для него на видео.

## Создание
Автор сценария: Гэри Жанетти.
Режиссёр: Дэн Повенмайр.
Приглашённые знаменитости: Сэм Уотерстон, Брайан Дойль-Мюррей (в роли фермера Люка) и Виктория Принсипал (в роли доктора Аманды Ребекки).